# Хорезми-бий
Хорезми (убит около 1473 г.) — бий Ногайской Орды. Правнук Едигея, сын Ваккаса и племянник Аббаса, брат Мусы.
После смерти Ваккаса с титулом бий называют, кроме Хорезми и Аббаса, и Мусу. Наиболее активной действующей персоной среди мангытской знати в это время был брат Хорезми — Муса. Поэтому сведения о Хорезми не многочисленны. В. В. Трепавлов предполагает, что Хорезми, после смерти Ваккаса стал вождем собственно мангытского эля в составе Ногайской орды. Хорезми поддерживал Мусу в борьбе с Шайх-Хайдаром. Когда после смерти Джанибека, вероятно около 1473 года Муса начал устанавливать союз с Мухаммедом Шейбани, против них выступил казахский хан Бурундук, сын Керей-хана, в произошедшем сражении Бурундук был разбит, но Хорезми был убит стрелой.